# 4840 Otaynang
4840 Otaynang è un asteroide della fascia principale del diametro medio di circa 27,78 km. Scoperto nel 1989, presenta un'orbita caratterizzata da un semiasse maggiore pari a 3,1834400 UA e da un'eccentricità di 0,1013596, inclinata di 15,16199° rispetto all'eclittica.